# Bisporella scolochloae
Bisporella scolochloae är en svampart som först beskrevs av De Not., och fick sitt nu gällande namn av Spooner 1984. Bisporella scolochloae ingår i släktet gulskålar, ordningen disksvampar, klassen Leotiomycetes, divisionen sporsäcksvampar och riket svampar.   Inga underarter finns listade i Catalogue of Life.